# Клименко, Мария Николаевна
Мария Николаевна Клименко (1927 год, село Крымское, Новоайдарский район ныне в Луганской области Украины — 2005, Бийск) — бригадир маляров специализированного управления № 9 строительно-монтажного треста № 122 Министерства строительства СССР, Алтайский край. Герой Социалистического Труда (1971). Заслуженный строитель РСФСР. Почётный строитель СССР.

## Биография
Родилась 27 июля 1927 года в крестьянской семье в селе Крымское (сегодня — Луганская область, Украина). В 1941 году вместе со семьёй эвакуировалась в Семипалатинск, Казахская ССР.
Окончив ФЗО в 1942 году, устроилась на работу в строительный трест № 122. Работала помощником штукатура, маляром на строительстве котельного завода. Была назначена бригадиром маляров в строительном тресте № 122.
Ежегодно перевыполняла производственный план. Указом Президиума Верховного Совета СССР от 7 мая 1971 года за выдающиеся успехи, достигнутые в выполнении заданий пятилетнего плана по капитальному строительству, внедрение новой техники и передовых методов организации труда удостоена звания Героя Социалистического Труда с вручением ордена Ленина и золотой медали «Серп и Молот».

## Награды
- Герой Социалистического Труда — указом Президиума Верховного Совета СССР от 7 мая 1971 года
- Орден Ленина
- Орден Трудового Красного Знамени